# Боруссия (футбольный клуб, Мёнхенгладбах)
«Бору́ссия» (нем. Borussia Verein für Leibesübungen 1900 e.V.) — немецкий профессиональный футбольный клуб из Мёнхенгладбаха, Северный Рейн-Вестфалия, один из самых титулованных клубов страны. «Боруссия» пять раз становилась чемпионом Германии, трижды выигрывала Кубок страны и два раза — Кубок УЕФА. Клуб «Боруссия Мёнхенгладбах» насчитывает более 37 тысяч членов и является шестым по величине зарегистрированным спортивным объединением в Германии. Цвета клуба — зелёный, чёрный и белый, а официальный маскот — жеребёнок Юнтер (нем. Jünter).
В названии Borussia Verein für Leibesübungen 1900 e.V. термин «Боруссия» означает латинизированный вариант слова «Пруссия» — популярное название для немецких спортивных клубов. «Verein für Leibesübungen» означает дословно «спортивное общество для телесных упражнений»; помимо футбола у клуба имеются секции гандбола и настольного тенниса. e.V. — сокращение от «зарегистрированное общество».

## История

### Ранние годы
История клуба началась летом 1900 года, когда молодые гладбахские футболисты, несколькими месяцами ранее покинувшие клуб «Германия-1894», попросились под эгиду молодёжного союза при Мариинской церкви. Руководители союза не отказали и 1 августа зарегистрировали новое футбольное отделение — Fussballklub Borussia 1900. С той поры, 1 августа 1900 года считается официальной датой основания клуба. В 1903 году клуб был принят в Рейнско-Вестфальский игровой союз (нем. Rheinisch-Westfälischen Spielverband).

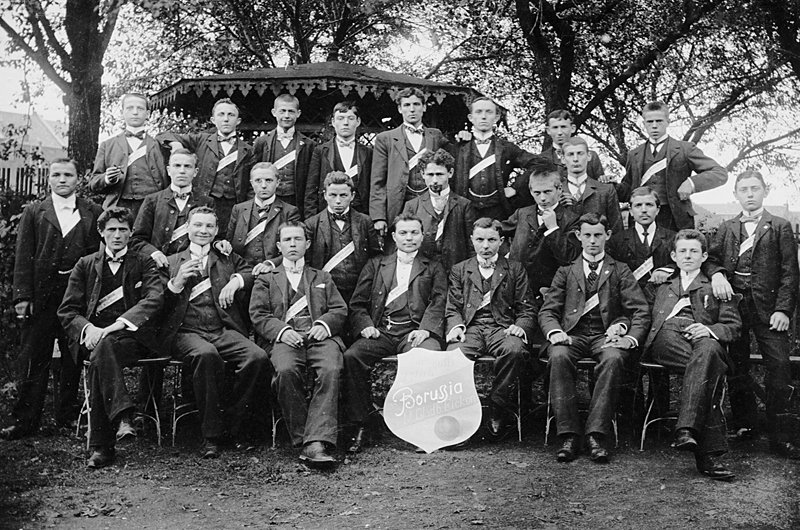
Игроки «Боруссии» в 1900 году

Первого серьёзного успеха команда достигла весной 1912 года, когда выиграла окружное соревнование А-класса и получила право на участие в высшем дивизионе — Фербандслиге Нидеррайн. Тогда же футболисты из Мюнхен-Гладбаха (тогда этот город назывался именно так) дошли до финала западногерманского чемпионата, в котором уступили «Кёльнер БК», одному из пращуров нынешнего футбольного клуба «Кёльн». В 1914 году было куплено спортивное сооружение «De Kull», на месте которого в 1960 году был построен стадион «Бёкельбергштадион» (нем. Bökelbergstadion).
В 1919 году «Боруссия» объединилась с «Германией-1889» и стала называться «VfTuR 1889 M.Gladbach». Слияние продлилось недолго, но именно «VfTuR 1889 M.Gladbach» сумел завоевать победу в региональной лиге, в решающем матче победив «Кёльнер» 3:1 в дополнительное время. Между тем на более ранней стадии гладбахцы уступили «Дюрену» и не должны были пройти дальше, но победившая их команда отказалась от дальнейшего участия в соревновании. Таким образом «Боруссия», став чемпионом Запада, впервые пробилась в общегерманский плей-офф, где в четвертьфинале была разгромлена «Фюртом» — 0:7.
Больше до Второй мировой войны «Боруссия» особых успехов не достигала. Самым ярким игроком клуба в 1930-е годы был защитник Хайнц Дитгенс, который получил вызов в сборную перед стартом берлинской Олимпиады, став первым представителем мёнхенгладбахцев в национальной команде. Тренера сборной Отто Нерца не смутило даже то, что «Боруссия» как раз вылетела из высшего дивизиона.
После Второй мировой войны «Боруссия» полтора десятилетия без каких-либо успехов обитала в Западной Оберлиге, иногда спускаясь ниже. В 1957 году мёнхенгладбахцы умудрились в тридцати играх пропустить 112 мячей и, заняв последнее место, покинули высший дивизион.

### Выход в Бундеслигу
24 августа 1960 года «Боруссия» стала обладателем своего первого национального титула — Кубка ФРГ. На пути к финалу кубка гладбахцы одолели кёльнскую «Викторию», одноклубников из Дортмунда, «Кёльн» и действующего чемпиона страны «Гамбург». В решающем матче, 5 октября, со счётом 3:2 был обыгран «Карлсруэ». Дебют на европейской арене получился сокрушительным — «Боруссия» была разгромлена на четвертьфинальной стадии первого розыгрыша Кубка обладателей кубков шотландским «Рейнджерс» — 0:3, 0:8.
В 1962 году президентом «Боруссии» стал бизнесмен, владелец текстильной фабрики Гельмут Бейер; менеджером был назначен давний партнёр Бейера, Гельмут Грассхофф. Под управлением этого тандема клуб смог окрепнуть, поправить своё финансовое положение и заложить основу для последующего развития. Не имея возможностей для дорогостоящих покупок, «Боруссия» усиливалась юными футболистами из собственного резерва или из окрестных любительских команд (Юпп Хайнкес, Херберт Виммер, Берти Фогтс, Гюнтер Нетцер). Управленческой удачей было и приглашение в 1964 году на должность главного тренера Хеннеса Вайсвайлера.
В 1965 году «Боруссия», победив в Региональной лиге «Запад», получила право побороться за право участвовать в высшей футбольной лиге ФРГ в дополнительных матчах, в которых встречались лучшие команды из региональных лиг. Одержав три победы при двух ничьих и одном поражении в шести играх, мёнхенгладбахский клуб завоевал одну из двух путёвок в Бундеслигу. Другой командой, заслужившей повышение в классе, стала мюнхенская «Бавария».

### «Золотая эра»

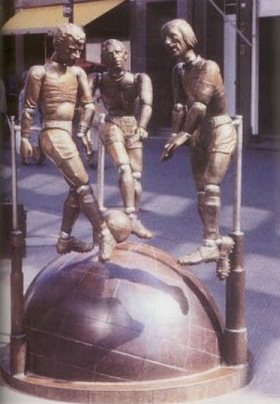
Памятник легендарной «троице» «Боруссии» (Мёнхенгладбах) — Херберту Виммеру, Берти Фогтсу и Гюнтеру Нетцеру (слева направо). Установлен в пешеходной зоне Мёнхенгладбаха

С 1964 по 1975 год тренером мёнхенгладбахского клуба был Хённес Вайсвайлер. В это время «Боруссия» регулярно боролась за высшие награды западногерманского чемпионата. Дебютировав в Бундеслиге в сезоне 1966/67 (8 место), мёхенгладбахский клуб уже в следующем розыгрыше завоевал бронзу. Следующее первенство ознаменовалось началом эры противостояния между мёнхенгладбахской «Боруссией» и «Баварией» — начиная с сезона 1967/1968, девять чемпионатов подряд чемпионский титул доставался одной из этих команд. Первой в этом противостоянии открыла счёт «Бавария», став чемпионом в сезоне 1968/69; «Боруссия» второй год подряд довольствовалась бронзой. Но на следующий год «Боруссия» впервые завоевала титул чемпиона, опередив «Баварию» на четыре очка. В следующем сезоне «Боруссия» защитила титул чемпиона (став первой командой в истории Бундеслиги, выигравшей два чемпионата кряду), вновь оставив мюнхенский клуб на второй позиции. Затем три года подряд первенствовала «Бавария».
В сезоне 1972/73 «Боруссия» во второй раз в своей истории завоевала Кубок Германии, победив в финале «Кёльн» — 2:1. В первенстве 1973/74 «Боруссия» навязала «Баварии», в тот период доминировавшей не только в Германии, но и на европейской арене, серьёзную борьбу. В итоге мёнхенгладбахский клуб, отстав от «Баварии» всего на одно очко, завоевал серебряные медали, не сумев помешать мюнхенцам отпраздновать третий чемпионский титул кряду. Однако уже в следующем сезоне «золотая эра» мюнхенского клуба закончилась и на первые роли в западногерманской футболе вышла мёнхенгладбахская «Боруссия».
С 1975 по 1979 год тренером «Боруссии» был Удо Латтек. Под его руководством в 1975/1976 и 1976/1977 годах «Боруссия» дважды подряд становилась чемпионом ФРГ и стала вторым клубом Бундеслиги после «Баварии», добившимся трёх побед подряд в Бундеслиге, с учётом чемпионства Хённеса Вайсвайлера 1974/1975 г.г. Также больших успехов «Боруссия» добилась и на европейской арене. В 1977 году, победив в полуфинале «Динамо» Киев) с общим счётом 2:1 (0:1, 2:0), «Боруссия» вышла в финал Кубка европейских чемпионов, где уступила английскому «Ливерпулю» со счётом 1:3.
В эти годы на европейской арене «Боруссия» ещё четырежды выходила в финал Кубка УЕФА (1973, 1975, 1979 и 1980), и дважды, в 1975 и 1979 годах, выигрывала его.
Нападающий «Боруссии» Юпп Хайнкес дважды становился лучшим бомбардиром Бундеслиги в сезонах 1973/74 и 1974/75. Нападающий «Боруссии» Аллан Симонсен стал лучшим бомбардиром розыгрыша Кубка УЕФА 1978/79. Нападающий «Боруссии» Харальд Никель стал одним из лучших бомбардиров (вместе с Дитером Хёнессом) розыгрыша Кубка УЕФА 1979/80.

### 1980-е
В сезоне 1978/79 «Боруссия» заняла всего лишь 10-е место, что было расценено как провал и привело к отставке Удо Латтека. С 1979 по 1987 год, мёнхенгладбахский клуб тренировал Юпп Хайнкес. Испытывая финансовые трудности, «Боруссия» была вынуждена распродать ведущих игроков, что привело к снижению спортивных результатов. Тем не менее, большинство сезонов 1980-х годов, мёнхенгладбахский клуб заканчивал в верхней части турнирной таблицы. В эти годы «Боруссия» дважды брала бронзу немецкого чемпионата, а в сезоне 1983/84 дошла до финала Кубка ФРГ, где уступила мюнхенской «Баварии» в серии послематчевых пенальти.
В сезоне 1986/87 игрок «Боруссии» Уве Ран, забив 24 мяча, став лучшим бомбардиром Бундеслиги.
Во второй половине 1980-х годов, несмотря на неплохой подбор игроков в лице Штефана Эффенберга, Кристиана Хохштеттера, Игоря Беланова и других, клуб выступал крайне нестабильно, в чемпионате 1987/88 команда заняла 7-е место, а в сезоне 1989/90 «Боруссия» и вовсе чуть не вылетела во вторую Бундеслигу, заняв в чемпионате 15-е место.

### 1990-е
В 1990-х годах клуб обитал в середине турнирной таблицы. Наиболее удачными были сезоны 1994/95 (пятое место) и 1995/96 (четвёртое место). Дважды в 90-х годах «Боруссия» выходила в финал Кубка Германии. В сезоне 1991/92 она проиграла в финале «Ганноверу 96» в серии послематчевых пенальти 3:4. Весной 1995 года «Боруссия» в финале победила «Вольфсбург» 3:0.
В сезоне 1997/98, «Боруссия» едва удержалась в Первой Бундеслиге, с трудом зацепившись за 15 место и обойдя «Карлсруэ» только по разнице забитых и пропущенных мячей. Однако в следующем сезоне вылета избежать не удалось — выиграв всего четыре матча и заняв последнее место, мёнхенгладбахский клуб отправился во Вторую Бундеслигу. В этом первенстве «Боруссия» установила сразу три антирекорда сезона: проиграв в шестом туре в гостях «Вольфсбургу» — 1:7 (самая крупная домашняя победа сезона) и уступив дома «Байеру 04» — 2:8 (самая крупная гостевая победа и самый результативный матч сезона).

### 2000-е и по сегодняшний день
В 2000-х годах «Боруссия» не добилась каких-либо успехов, находясь в нижней части турнирной таблицы высшего дивизиона. В мае 2006 года тренером «Боруссии» во второй раз был назначен Юпп Хайнкес, однако уже 31 января 2007 года он подал в отставку по причине неудовлетворительных результатов. Однако, сменой тренера исправить ситуацию не удалось и по итогам сезона 2006/07 «Боруссия» покинула Бундеслигу. Во втором дивизионе мёнхенгладбахский клуб не задержался и за год решил задачу возвращения в элитную лигу. В сезоне 2010/11 «Боруссия» только в последних турах смогла избежать вылета во Вторую Бундеслигу — команда сумела подняться на 16 место и обыграть в стыковых матчах «Бохум», занявшего третье место во Второй Бундеслиге. Первый матч на своём поле гладбахцы выиграли со счётом 1:0, гол в добавленное арбитром время гол забил Игор де Камарго. Сыграв вничью 1:1 ответный матч, «Боруссия» сохранила прописку в высшем дивизионе.
В сезоне 2011/12 «Боруссия» показала лучший за последние пятнадцать лет результат, заняв по итогам сезона четвёртое место, и получила право играть в раунде плей-офф квалификации Лиги чемпионов. Проиграв на первой же стадии киевскому «Динамо» по сумме двух встреч 3:4, «Боруссия» отправилась групповой этап в Лиги Европы, где, легко выйдя из группы, остановилась на стадии 1/16 финала, уступив «Лацио» по сумме двух матчей 3:5.
В сезоне 2014/15 «Боруссия» снова побила личный рекорд, заняв третье место в таблице, уступив первые два места лишь «Баварии» и «Вольфсбургу» и пробилась в Лигу чемпионов, где закончила своё выступление на групповом этапе, одержав лишь одну победу.
В начале следующего сезона «Жеребцы» не взяли ни одного очка в первых пяти матчах. Люсьен Фавре подал в отставку, и на его место был назначен Андре Шуберт, ранее исполнявший обязанности тренера. «Боруссия» под руководством нового тренера совершила беспроигрышную серию в 10 матчей (8 побед и 2 ничьи) и поднялась в верхнюю половину таблицы. Однако в Лиге чемпионов ситуация не изменилась, и «Жеребцы» вылетели из турнира, даже не попав в Лигу Европы. На протяжении всего сезона клуб пропускал вперёд то берлинскую «Герту», то «Байер», но практически всегда возвращал свои позиции, в итоге заняв 4 место в чемпионате.
Сезон 2016/17 команда начала провально — 14 место после 16 игр, и вылет из Лиги чемпионов в Лигу Европы — после чего зимой 2016 года Андре Шуберт был уволен.

## Достижения

### Национальные
- Чемпионат Германии
  - Чемпион (5): 1969/70, 1970/71, 1974/75, 1975/76, 1976/77
  - Вице-чемпион (2): 1973/74, 1977/78

- Кубок Германии
  - Обладатель (3): 1960, 1973, 1995
  - Финалист (2): 1984, 1992

- Кубок немецкой лиги
  - Финалист: 1973

- Суперкубок Германии
  - Обладатель: 1977
  - Финалист: 1995

### Международные
- Кубок европейских чемпионов
  - Финалист: 1977

- Кубок УЕФА
  - Обладатель (2): 1975, 1979
  - Финалист (2): 1973, 1980

- Межконтинентальный кубок
  - Финалист: 1977

- Кубок Жоана Гампера
  - Обладатель: 1972
  - Финалист: 1973

- Кубок часов
  - Финалист: 2015

## Статистика сезонов
| Сезон   | Дивизион   | Место                         | Кубок      |
| ------- | ---------- | ----------------------------- | ---------- |
| 1963/64 | Регионлига | 8-е                           |            |
| 1964/65 | Регионлига | 1-е                           |            |
| 1965/66 | Бундеслига | 13-е                          |            |
| 1966/67 | Бундеслига | 8-е                           |            |
| 1967/68 | Бундеслига | 3-е                           |            |
| 1968/69 | Бундеслига | 3-е                           |            |
| 1969/70 | Бундеслига | Чемпионат Германии по футболу |            |
| 1970/71 | Бундеслига | Чемпионат Германии по футболу |            |
| 1971/72 | Бундеслига | 3-е                           |            |
| 1972/73 | Бундеслига | 5-е                           | Победитель |
| 1973/74 | Бундеслига | 2-е                           |            |
| 1974/75 | Бундеслига | Чемпионат Германии по футболу |            |
| 1975/76 | Бундеслига | Чемпионат Германии по футболу |            |
| 1976/77 | Бундеслига | Чемпионат Германии по футболу |            |
| 1977/78 | Бундеслига | 2-е                           |            |
| 1978/79 | Бундеслига | 10-е                          |            |
| 1979/80 | Бундеслига | 7-е                           |            |
| 1980/81 | Бундеслига | 6-е                           |            |
| 1981/82 | Бундеслига | 7-е                           |            |
| 1982/83 | Бундеслига | 12-е                          |            |
| 1983/84 | Бундеслига | 3-е                           | Финал      |
| 1984/85 | Бундеслига | 4-е                           |            |
| 1985/86 | Бундеслига | 4-е                           |            |
| 1986/87 | Бундеслига | 3-е                           |            |
| 1987/88 | Бундеслига | 7-е                           |            |
| 1988/89 | Бундеслига | 6-е                           |            |
| 1989/90 | Бундеслига | 15-е                          |            |
| 1990/91 | Бундеслига | 9-е                           |            |
| 1991/92 | Бундеслига | 13-е                          | Финал      |

| Сезон     | Дивизион          | Место | Кубок      |
| --------- | ----------------- | ----- | ---------- |
| 1992/93   | Бундеслига        | 9-е   |            |
| 1993/94   | Бундеслига        | 10-е  |            |
| 1994/95   | Бундеслига        | 5-е   | Победитель |
| 1995/96   | Бундеслига        | 4-е   |            |
| 1996/97   | Бундеслига        | 11-е  |            |
| 1997/98   | Бундеслига        | 15-е  |            |
| 1998/99   | Бундеслига        | 18-е  |            |
| 1999/2000 | Вторая Бундеслига | 5-е   |            |
| 2000/01   | Вторая Бундеслига | 2-е   |            |
| 2001/02   | Бундеслига        | 12-е  |            |
| 2002/03   | Бундеслига        | 12-е  |            |
| 2003/04   | Бундеслига        | 11-е  |            |
| 2004/05   | Бундеслига        | 15-е  |            |
| 2005/06   | Бундеслига        | 10-е  |            |
| 2006/07   | Бундеслига        | 18-е  | 2-й раунд  |
| 2007/08   | Вторая Бундеслига | 1-е   | 2-й раунд  |
| 2008/09   | Бундеслига        | 15-е  | 2-й раунд  |
| 2009/10   | Бундеслига        | 12-е  | 2-й раунд  |
| 2010/11   | Бундеслига        | 16-е  | 3-й раунд  |
| 2011/12   | Бундеслига        | 4-е   | полуфинал  |
| 2012/13   | Бундеслига        | 8-е   | 2-й раунд  |
| 2013/14   | Бундеслига        | 6-е   | 1-й раунд  |
| 2014/15   | Бундеслига        | 3-е   | 1/4        |
| 2015/16   | Бундеслига        | 4-е   | 1/8        |
| 2016/17   | Бундеслига        | 9-е   | полуфинал  |
| 2017/18   | Бундеслига        | 9-е   | 1/8        |
| 2018/19   | Бундеслига        | 5-е   | 1/16       |
| 2019/20   | Бундеслига        | 4-е   | 2-й раунд  |

## Рекорды
| Самые крупные победы | Самые крупные победы  | Самые крупные победы | Самые крупные победы |
| Домашние победы      | Домашние победы       | Домашние победы      | Домашние победы      |
| Дата                 | Соперник              | Счёт                 | Соревнование         |
| -------------------- | --------------------- | -------------------- | -------------------- |
| 29 апреля 1978       | Боруссия (Дортмунд)   | 12:0                 | Бундеслига           |
| 7 января 1967        | Шальке 04             | 11:0                 | Бундеслига           |
| 4 ноября 1967        | Боруссия (Нойнкирхен) | 10:0                 | Бундеслига           |
| 11 октября 1984      | Айнтрахт (Брауншвейг) | 10:0                 | Бундеслига           |
| Выездные победы      |                       |                      |                      |
| 21 марта 1987        | Вердер                | 7:1                  | Бундеслига           |
| 29 октября 1977      | Айнтрахт (Брауншвейг) | 6:0                  | Бундеслига           |
| 3 ноября 2020        | Шахтёр (Донецк)       | 6:0                  | Лига чемпионов       |
| 5 мая 1973           | Вупперталь            | 5:0                  | Бундеслига           |

| Самые крупные поражения | Самые крупные поражения | Самые крупные поражения | Самые крупные поражения |
| Домашние поражения      | Домашние поражения      | Домашние поражения      | Домашние поражения      |
| Дата                    | Соперник                | Счёт                    | Соревнование            |
| ----------------------- | ----------------------- | ----------------------- | ----------------------- |
| 30 апреля 1966          | Вердер                  | 0:7                     | Бундеслига              |
| 24 марта 1979           | Бавария                 | 1:7                     | Бундеслига              |
| 30 октября 1998         | Байер (Леверкузен)      | 2:8                     | Бундеслига              |
| Выездные поражения      |                         |                         |                         |
| 18 сентября 2010        | Штутгарт                | 0:7                     | Бундеслига              |
| 7 ноября 1998           | Вольфсбург              | 1:7                     | Бундеслига              |
| 26 апреля 1986          | Бавария                 | 0:6                     | Бундеслига              |
| 15 августа 1987         | Штутгарт                | 0:6                     | Бундеслига              |
| 4 декабря 2004          | Герта (Берлин)          | 0:6                     | Бундеслига              |

## Основной состав
| 1  | Флаг Швейцарии   | Вр  | Йонас Омлин (капитан) | 1994 |  |  |  |  |  |
| 21 | Флаг Германии    | Вр  | Тобиас Зиппель        | 1988 |  |  |  |  |  |
| 33 | Флаг Германии    | Вр  | Мориц Николас         | 1997 |  |  |  |  |  |
| 42 | Флаг Люксембурга | Вр  | Тьягу Кардозу         | 2006 |  |  |  |  |  |
|    |                  |     |                       |      |  |  |  |  |  |
| 2  | Флаг Италии      | Защ | Фабио Кьяродиа        | 2005 |  |  |  |  |  |
| 4  | Флаг Индонезии   | Защ | Кевин Дикс            | 1996 |  |  |  |  |  |
| 5  | Флаг Германии    | Защ | Марвин Фридрих        | 1995 |  |  |  |  |  |
| 20 | Флаг Германии    | Защ | Лука Нец              | 2003 |  |  |  |  |  |
| 26 | Флаг Германии    | Защ | Лукас Улльрих         | 2004 |  |  |  |  |  |
| 29 | Флаг США         | Защ | Джо Скалли            | 2002 |  |  |  |  |  |
| 30 | Флаг Швейцарии   | Защ | Нико Эльведи          | 1996 |  |  |  |  |  |
|    |                  |     |                       |      |  |  |  |  |  |
| 7  | Флаг Австрии     | ПЗ  | Кевин Штёгер          | 1993 |  |  |  |  |  |
| 8  | Флаг Германии    | ПЗ  | Юлиан Вайгль          | 1995 |  |  |  |  |  |
| 9  | Флаг Франции     | ПЗ  | Франк Онора           | 1996 |  |  |  |  |  |
| 10 | Флаг Германии    | ПЗ  | Флориан Нойхаус       | 1997 |  |  |  |  |  |

| 16 | Флаг Германии             | ПЗ  | Филипп Зандер                               | 1998 |  |  |  |  |  |
| 17 | Флаг Германии             | ПЗ  | Йенс Кастроп                                | 2003 |  |  |  |  |  |
| 19 | Флаг Камеруна             | ПЗ  | Натан Нгуму                                 | 2000 |  |  |  |  |  |
| 22 | Флаг Дании                | ПЗ  | Оскар Фрауло                                | 2003 |  |  |  |  |  |
| 25 | Флаг Германии             | ПЗ  | Робин Хак                                   | 1998 |  |  |  |  |  |
| 27 | Флаг Германии             | ПЗ  | Рокко Райц                                  | 2002 |  |  |  |  |  |
| 34 | Флаг Германии             | ПЗ  | Чарльз Херрман                              | 2006 |  |  |  |  |  |
| 36 | Флаг Германии             | ПЗ  | Ваэль Мохья                                 | 2008 |  |  |  |  |  |
| 39 | Флаг Германии             | ПЗ  | Никлас Свидер                               | 2007 |  |  |  |  |  |
|    |                           |     |                                             |      |  |  |  |  |  |
| 11 | Флаг Германии             | Нап | Тим Кляйндинст                              | 1995 |  |  |  |  |  |
| 13 | Флаг Японии               | Нап | Сиоу Фукуда                                 | 2004 |  |  |  |  |  |
| 15 | Флаг Боснии и Герцеговины | Нап | Харис Табакович (в аренде из «Хоффенхайма») | 1994 |  |  |  |  |  |
| 18 | Флаг Японии               | Нап | Сюто Матино                                 | 1999 |  |  |  |  |  |
| 28 | Флаг Армении              | Нап | Грант-Леон Ранос                            | 2003 |  |  |  |  |  |

### Игроки в аренде
| \| № \| \| Поз. \| Имя \| Год рождения \| \| -- \| \| ---- \| ------------------------------------------------- \| ------------ \| \| 31 \| \| Нап \| Томаш Чванчара (в «Антальяспоре» до 30 июня 2026) \| 2000 \| \| 41 \| \| Вр \| Ян Ольшовски (в «Алеманнии» Ахен до 30 июня 2026) \| 2001 \| |               |      |                                                   |              |
| № |               | Поз. | Имя                                               | Год рождения |
| 31 | Флаг Чехии    | Нап  | Томаш Чванчара (в «Антальяспоре» до 30 июня 2026) | 2000         |
| 41 | Флаг Германии | Вр   | Ян Ольшовски (в «Алеманнии» Ахен до 30 июня 2026) | 2001         |

## Клубные цвета
| Чёрный | Белый | Зелёный |

### Форма

#### Домашняя
| 2005/06 | 2006/07 | 2008/09 | 2010/11 | 2012/13 | 2013/14 | 2014/15 | 2015/16 | 2016/17 | 2017/18 | 2018/19 |
| 2019/20 | 2020/21 | 2021/22 | 2022/23 | 2023/24 | 2024/25 | 2025/26 |         |         |         |         |

#### Гостевая
| 2007/08 | 2009/10 | 2011/12 | 2013/14 | 2014/15 | 2015/16 | 2016/17 | 2018/19 | 2019/20 | 2020/21 | 2021/22 |
| 2021/22 | 2022/23 | 2023/24 | 2024/25 | 2025/26 |         |         |         |         |         |         |

#### Резервная
| 2007/08 | 2009/10 | 2012/13 | 2013/14 | 2014/15 | 2015/16 | 2016/17 | 2017/18 | 2018/19 | 2019/20 | 2020/21 |
| 2021/22 | 2022/23 | 2023/24 | 2024/25 |         |         |         |         |         |         |         |

Источники:,